# Енді Бріклі
Енді Бріклі (англ. Andy Brickley, нар. 9 серпня 1961, Мелроуз) — американський хокеїст, що грав на позиції крайнього нападника. Грав за збірну команду США.

## Ігрова кар'єра
Хокейну кар'єру розпочав 1979 року виступами за хокейну команду з Університету Нью-Гемпшира.
1980 року був обраний на драфті НХЛ під 210-м загальним номером командою «Філадельфія Флаєрс». У сезоні 1982/83 він зіграв лише три матчі в складі «льотчиків», а влітку 1983 Енді разом з Роном Флокартом та Марком Тейлором обміняли на Річа Саттера з «Піттсбург Пінгвінс». Через порушення спортивного режиму разом з Майком Буллардом був відправлений до «Балтимор Скіпджекс».
У 1986 Енді було продано до «Нью-Джерсі Девілс», де він провів два сезони.
Як вільний агент перейшов влітку 1988 до «Бостон Брюїнс». Головний тренер «Брюїнс» Террі О'Райлі в наступному сезоні перевів Бріклі з лівого флангу атаки на правий та в центр. Сезон 1989/90 став неповним для Енді але рекордним у 43 матчах він набрав 40 очок (12 + 28). Два наступних сезони не були такими вдалими більшість часу Бріклі провів у складі фарм-клубу «Мен Марінерс».
Влітку 1992, Енді підписав дворічний контракт з «Вінніпег Джетс». За два роки в складі «Джетс» Бріклі відіграв лише 14 матчів. Надалі Енді виступав за команди ІХЛ та АХЛ, завершив кар'єру в 2000 році.
Загалом провів 402 матчі в НХЛ, включаючи 17 ігор плей-оф Кубка Стенлі.
Виступав за збірну США.

## Робота коментатором
У 1996 Енді замінив коментатора Баррі Педерсона на радіо.
З 1997 замінив Дерека Сендерсона в телевізійних трансляціях на матчах «Бостон Брюїнс».

## Статистика
| Сезон        | Клуб                     | Ліга         | Регулярний сезон | Регулярний сезон | Регулярний сезон | Регулярний сезон | Регулярний сезон | Плей-оф | Плей-оф | Плей-оф | Плей-оф | Плей-оф |
| Сезон        | Клуб                     | Ліга         | І                | Г                | П                | О                | ШХ               | І       | Г       | П       | О       | ШХ      |
| ------------ | ------------------------ | ------------ | ---------------- | ---------------- | ---------------- | ---------------- | ---------------- | ------- | ------- | ------- | ------- | ------- |
| 1979–80      | Університет Нью-Гемпшира | НКАА         | 27               | 15               | 17               | 32               | 8                | —       | —       | —       | —       | —       |
| 1980–81      | Університет Нью-Гемпшира | НКАА         | 31               | 27               | 25               | 52               | 16               | —       | —       | —       | —       | —       |
| 1981–82      | Університет Нью-Гемпшира | НКАА         | 35               | 26               | 27               | 53               | 6                | —       | —       | —       | —       | —       |
| 1982–83      | «Мен Марінерс»           | АХЛ          | 76               | 29               | 54               | 83               | 10               | 17      | 9       | 5       | 14      | 0       |
| 1982–83      | «Філадельфія Флаєрс»     | НХЛ          | 3                | 1                | 1                | 2                | 0                | —       | —       | —       | —       | —       |
| 1983–84      | «Балтимор Скіпджекс»     | АХЛ          | 4                | 0                | 5                | 5                | 2                | —       | —       | —       | —       | —       |
| 1983–84      | «Спрінгфілд Індіанс»     | АХЛ          | 7                | 1                | 5                | 6                | 2                | —       | —       | —       | —       | —       |
| 1983–84      | «Піттсбург Пінгвінс»     | НХЛ          | 50               | 18               | 20               | 38               | 9                | —       | —       | —       | —       | —       |
| 1984–85      | «Балтимор Скіпджекс»     | АХЛ          | 31               | 13               | 14               | 27               | 8                | 15      | 10      | 8       | 18      | 0       |
| 1984–85      | «Піттсбург Пінгвінс»     | НХЛ          | 45               | 7                | 15               | 22               | 10               | —       | —       | —       | —       | —       |
| 1985–86      | «Мен Марінерс»           | АХЛ          | 60               | 26               | 34               | 60               | 20               | 5       | 0       | 4       | 4       | 0       |
| 1986–87      | «Нью-Джерсі Девілс»      | НХЛ          | 51               | 11               | 12               | 23               | 8                | —       | —       | —       | —       | —       |
| 1987–88      | «Ютіка Девілс»           | АХЛ          | 9                | 5                | 8                | 13               | 4                | —       | —       | —       | —       | —       |
| 1987–88      | «Нью-Джерсі Девілс»      | НХЛ          | 45               | 8                | 14               | 22               | 14               | 4       | 0       | 1       | 1       | 4       |
| 1988–89      | «Бостон Брюїнс»          | НХЛ          | 71               | 13               | 22               | 35               | 20               | 10      | 0       | 2       | 2       | 0       |
| 1989–90      | «Бостон Брюїнс»          | НХЛ          | 43               | 12               | 28               | 40               | 8                | 2       | 0       | 0       | 0       | 0       |
| 1990–91      | «Бостон Брюїнс»          | НХЛ          | 40               | 2                | 9                | 11               | 8                | —       | —       | —       | —       | —       |
| 1990–91      | «Мен Марінерс»           | АХЛ          | 17               | 8                | 17               | 25               | 2                | 1       | 0       | 0       | 0       | 0       |
| 1991–92      | «Бостон Брюїнс»          | НХЛ          | 23               | 10               | 17               | 27               | 2                | —       | —       | —       | —       | —       |
| 1991–92      | «Мен Марінерс»           | АХЛ          | 14               | 5                | 15               | 20               | 2                | —       | —       | —       | —       | —       |
| 1992–93      | «Монктон Гокс»           | АХЛ          | 38               | 15               | 36               | 51               | 10               | 5       | 4       | 2       | 6       | 0       |
| 1992–93      | «Вінніпег Джетс»         | НХЛ          | 12               | 0                | 2                | 2                | 2                | 1       | 1       | 1       | 2       | 0       |
| 1993–94      | «Монктон Гокс»           | АХЛ          | 53               | 20               | 39               | 59               | 20               | 19      | 8       | 19      | 27      | 4       |
| 1993–94      | «Вінніпег Джетс»         | НХЛ          | 2                | 0                | 0                | 0                | 0                | —       | —       | —       | —       | —       |
| 1994–95      | «Денвер Гріззліс»        | ІХЛ          | 58               | 15               | 35               | 50               | 16               | 16      | 5       | 25      | 30      | 2       |
| 1995–96      | «Юта Гріззліс»           | ІХЛ          | 36               | 12               | 34               | 46               | 24               | 16      | 6       | 13      | 19      | 8       |
| 1996–97      | «Юта Гріззліс»           | ІХЛ          | 1                | 1                | 0                | 1                | 0                | 7       | 1       | 0       | 1       | 0       |
| 1999–00      | «Провіденс Брюїнс»       | АХЛ          | 3                | 0                | 1                | 1                | 0                | —       | —       | —       | —       | —       |
| Усього в НХЛ | Усього в НХЛ             | Усього в НХЛ | 385              | 82               | 140              | 222              | 81               | 17      | 1       | 4       | 5       | 4       |